# Strade provinciali della provincia di Ravenna
La rete delle strade provinciali della provincia di Ravenna è composta dalle seguenti strade:
| Numero     | Denominazione                                                                          | Lunghezza (metri) | Mappa |
| ---------- | -------------------------------------------------------------------------------------- | ----------------- | ----- |
|            | S. Alberto                                                                             | 11.224            |       |
|            | Dismano                                                                                | 591               |       |
|            | Gambellara                                                                             | 15.722            |       |
|            | Prada                                                                                  | 2.975             |       |
|            | Roncalceci                                                                             | 10.184            |       |
|            | Beneficio 2° Tronco - Cervara                                                          | 4.967             |       |
|            | S. Silvestro - Felisio (1º tratto)                                                     | 6.699             |       |
|            | S. Silvestro - Felisio (2º tratto)                                                     | 6.979             |       |
|            | Canale Naviglio (1º tratto)                                                            | 7.800             |       |
|            | Canale Naviglio (2º tratto A)                                                          | 4.245             |       |
|            | Canale Naviglio (2º tratto B)                                                          | 10.990            |       |
|            | Masiera                                                                                | 5.293             |       |
|            | Canale di Solarolo                                                                     | 8.886             |       |
| SP 12      | Massa Lombarda (S. Lucia)                                                              | 2.953             |       |
| SP 13      | Bastia                                                                                 | 14.090            |       |
| SP 14      | Quarantola                                                                             | 5.270             |       |
| SP 15      | Raspona                                                                                | 4.936             |       |
| SP 16      | Marzeno                                                                                | 12.968            |       |
| SP 17      | San Bernardino                                                                         | 9.076             |       |
| SP 18      | Stroppata                                                                              | 6.850             |       |
| SP 19      | Pilastrino (Cotignola) - S. Francesco                                                  | 3.275             |       |
| SP 20      | Rugata - Madrara                                                                       | 5.677             |       |
| SP 21      | Delle Ripe (Bagnara)                                                                   | 9.162             |       |
| SP 22      | Pilastrino - San Mauro                                                                 | 5.000             |       |
| SP 23      | Monticino e Limisano                                                                   | 12.666            |       |
| SP 24      | Conventello - Argine sinistro Lamone abbandonato - Savarna – Mandriole - Casalborsetti | 20.537            |       |
| SP 25      | Torri - Entirate - Villanova - Glorie                                                  | 9.426             |       |
| SP 26      | Nuova Fiumazzo                                                                         | 7.902             |       |
| SP 27      | Cella                                                                                  | 11.359            |       |
| SP 28      | Rossetta                                                                               | 7.984             |       |
| SP 29      | Di Lugo                                                                                | 4.277             |       |
| SP 30      | Piangipane                                                                             | 8.663             |       |
| SP 31      | Madonna di Genova                                                                      | 3.438             |       |
| SP 32      | Confine - Crociarone - Salara e Ruggine                                                | 8.219             |       |
| SP 33      | Mensa - Matellica                                                                      | 4.162             |       |
| SP 34      | Di Roncalceci                                                                          | 7.829             |       |
| SP 35      | Puntiroli e Mensa                                                                      | 3.645             |       |
| SP 36      | Pedergnano                                                                             | 2.129             |       |
| SP 37      | S. Barnaba - Reda - Albereto                                                           | 10.930            |       |
| SP 38      | Dei Naldi - Franguelline Nuove e Croce di Godo                                         | 4.374             |       |
| SP 39      | Nuova Fiumazzo - Rotaccio - Margotta                                                   | 6.169             |       |
| SP 40      | Rampina e Taverna                                                                      | 5.876             |       |
| SP 41      | Macallo e San Potito                                                                   | 3.813             |       |
| SP 42      | Violaro e Petrosa                                                                      | 8.779             |       |
| SP 43      | Gobbadino e Accarisi                                                                   | 6.046             |       |
| SP 44      | Granarolo                                                                              | 2.498             |       |
| SP 45      | Godo e di San Marco                                                                    | 7.601             |       |
| SP 46      | Sant'Andrea 3                                                                          | .510              |       |
| SP 47      | Borello - Castelnuovo                                                                  | 5.721             |       |
| SP 48      | Molinello - Dal Rio - Ca' Vecchia                                                      | 4.067             |       |
| SP 49      | Bicocca                                                                                | 6.027             |       |
| SP 50      | Canalazzo e Bagnarolo                                                                  | 5.963             |       |
| SP 51      | Castiglione - Argine sinistro del fiume Savio                                          | 6.751             |       |
| SP 52      | Delia Chiesuola e Case del Vento                                                       | 5.254             |       |
| SP 53      | Budria e del Castello                                                                  | 6.372             |       |
| SP 54      | Senni                                                                                  | 1.671             |       |
| SP 55      | Ponte Sant'Andrea                                                                      | 4.264             |       |
| SP 56      | Canaletta e di Sarna                                                                   | 11.429            |       |
| SP 57      | Carla                                                                                  | 3.187             |       |
| SP 58      | Viola Mondanigo                                                                        | 3.784             |       |
| SP 59      | Gardizza                                                                               | 3.535             |       |
| SP 60      | Di Mezzo - Corleto                                                                     | 11.051            |       |
| SP 61      | Madonna della Salute                                                                   | 3.617             |       |
| SP 62      | San Severo - Cassanigo                                                                 | 8.469             |       |
| SP 63      | Della Valletta e Zattaglia                                                             | 16.107            |       |
| SP 64      | Congiunzione Matellica                                                                 | 675               |       |
| SP 65      | Toranello                                                                              | 6.158             |       |
| SP 66      | Girona - Biancanigo - Casalone - Tebano - Nicoluccia - Ospitalacci e Contrabbandieri   | 11.233            |       |
| SP 67      | Via Lunga                                                                              | 3.571             |       |
| SP 68      | Montone Abbandonato                                                                    | 3.719             |       |
| SP 69      | Borse - Dana - Torretta - Pierleone                                                    | 5.719             |       |
| SP 70      | Prugno                                                                                 | 5.675             |       |
| SP 71      | Forlivesa                                                                              | 1.251             |       |
| SP 71bis R | Cervia-Cesena                                                                          | 4.248             |       |
| SP 72      | Congiunzione S. Silvestro                                                              | 643               |       |
| SP 73      | S. Lucia delle Spianate - Samoggia e di Urbiano                                        | 14.154            |       |
| SP 75      | Boncellino e Gabina                                                                    | 7.177             |       |
| SP 76      | Chiara                                                                                 | 3.421             |       |
| SP 77      | Palazzina                                                                              | 3.227             |       |
| SP 78      | Torrente Sintria                                                                       | 4.016             |       |
| SP 79      | Congiunzione Bastia                                                                    | 779               |       |
| SP 80      | Nullo Baldini                                                                          | 2.525             |       |
| SP 81      | Leona                                                                                  | 1.909             |       |
| SP 82      | Villa Vezzano - Tebano                                                                 | 5.230             |       |
| SP 83      | Castellina                                                                             | 963               |       |
| SP 84      | Casale 1°                                                                              | 1.158             |       |
| SP 85      | Pontevalle - Agrippina - Barbiana                                                      | 2.602             |       |
| SP 86      | Biancano - Donesiglio                                                                  | 3.027             |       |
| SP 87      | Crociarone                                                                             | 3.394             |       |
| SP 88      | Cogollo                                                                                | 5.035             |       |
| SP 89      | Cocchi                                                                                 | 2.909             |       |
| SP 90      | S. Giovanni                                                                            | 2.262             |       |
| SP 91      | Guglielma - Coronella - Rampina                                                        | 3.895             |       |
| SP 92      | Manzone                                                                                | 2.700             |       |
| SP 93      | Nuova Via Lunga                                                                        | 2.120             |       |
| SP 94      | Canalvecchio                                                                           | 1.136             |       |
| SP 95      | Collegamento A14 direzione Lugo                                                        | 3.285             |       |
| SP 96      | Mezzano - Via Nuova - Cerba                                                            | 7.955             |       |
| SP 97      | Ammonite - Canala                                                                      | 12.040            |       |
| SP 98      | Braccesca                                                                              | 2.393             |       |
| SP 99      | Viazza di Villanova                                                                    | 5.794             |       |
| SP 100     | Castello                                                                               | 1.971             |       |
| SP 101     | Standiana - Via Lunga                                                                  | 9.117             |       |
| SP 102     | Petrosa                                                                                | 2.127             |       |
| SP 103     | Ex Tramvia                                                                             | 862               |       |
| SP 104     | Valeria                                                                                | 1.278             |       |
| SP 105     | Destra Senio - Molinazza                                                               | 5.795             |       |
| SP 106     | Codrignano                                                                             | 870               |       |
| SP 107     | Gagliazzona                                                                            | 3.729             |       |
| SP 108     | Salara                                                                                 | 849               |       |
| SP 109     | Fornace                                                                                | 1.854             |       |
| SP 110     | Mazzolano                                                                              | 5.068             |       |
| SP 111     | Camerini                                                                               | 978               |       |
| SP 112     | Via delle Valli                                                                        | 3.830             |       |
| SP 113     | Viale dei Lombardi                                                                     | 3.721             |       |
| SP 114     | Alberico da Barbiano                                                                   | 463               |       |
| SP 115     | Cardinala                                                                              | 1.971             |       |
| SP 116     | Correcchio                                                                             | 4.271             |       |
| SP 117     | Palmiera                                                                               | 3.935             |       |
| SP 118     | Umbro-Casentinese Romagnola - Tratto Dismano                                           | 17.536            |       |
| SP 119     | Bagnoli                                                                                | 1.236             |       |
| SP 253R    | San Vitale                                                                             | 29.254            |       |
| SP 254R    | Di Cervia                                                                              | 11.581            |       |
| SP 302R    | Brisighellese Ravennate                                                                | 40.410            |       |
| SP 306R    | Casolana Riolese                                                                       | 28.890            |       |
| SP 610R    | Selice                                                                                 | 16.315            |       |